# Cratere Wright (Marte)
Wright è un cratere sulla superficie di Marte.
Il cratere è dedicato all'astronomo statunitense William Hammond Wright.